# Kasteel van Attre
Het Kasteel van Attre is een kasteel in Attre in de Belgische provincie Henegouwen.
Dit kasteel, in 1752 gebouwd in Franse classicistische stijl, bezit nog altijd zijn originele inrichting en stoffering. De weelderige kamers ademen de rococosmaak van de tijd. Er is ook een groot park, doorsneden door de Dender, met een vervallen uitkijktoren, een duiventil, een Zwitsers chalet, een badhuis en de resten van een bouwsel uit 1788, de Rocher (Rots): een kunstmatige heuvel bekroond door een uitkijkplatform.

## Afbeeldingen

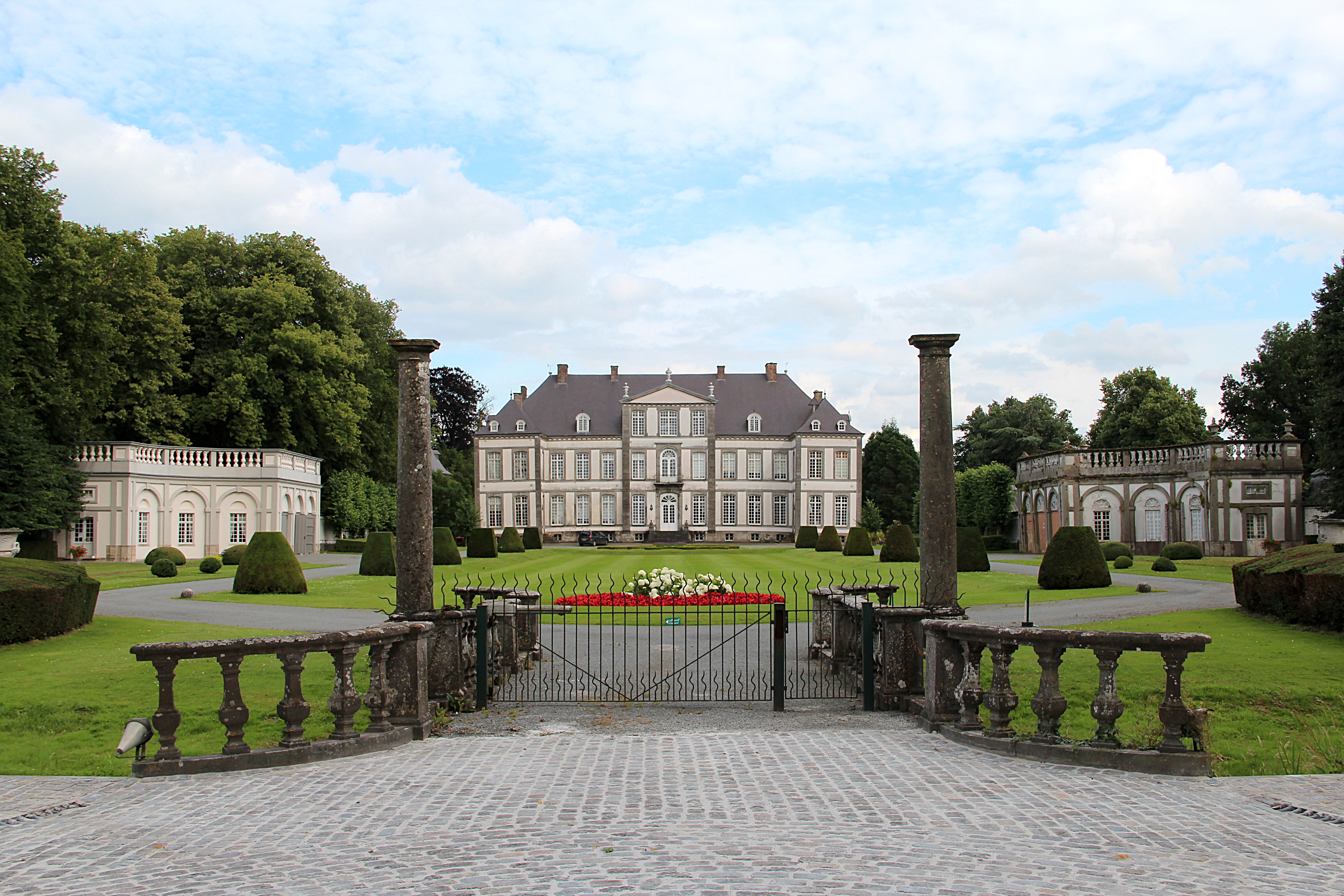
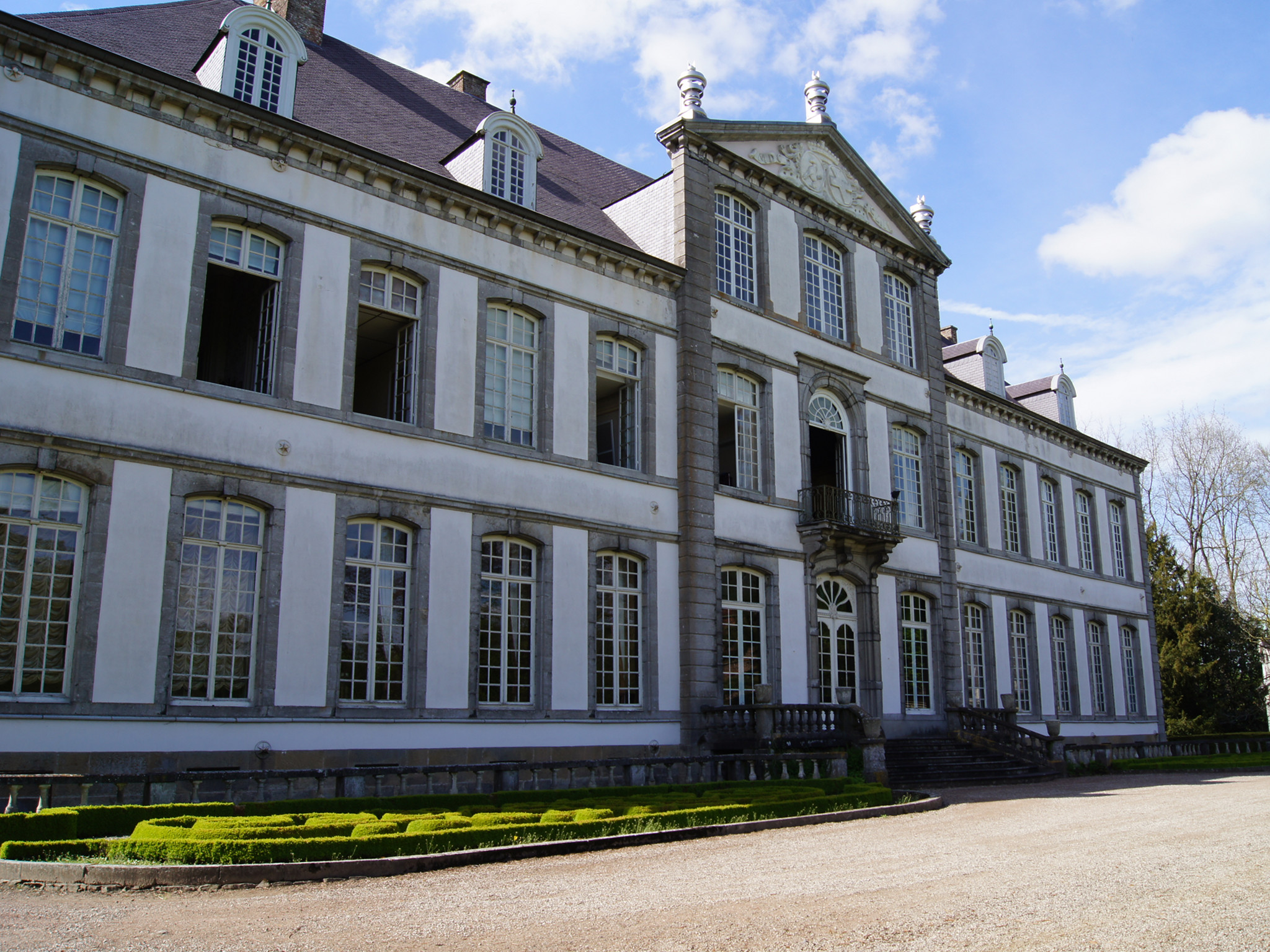
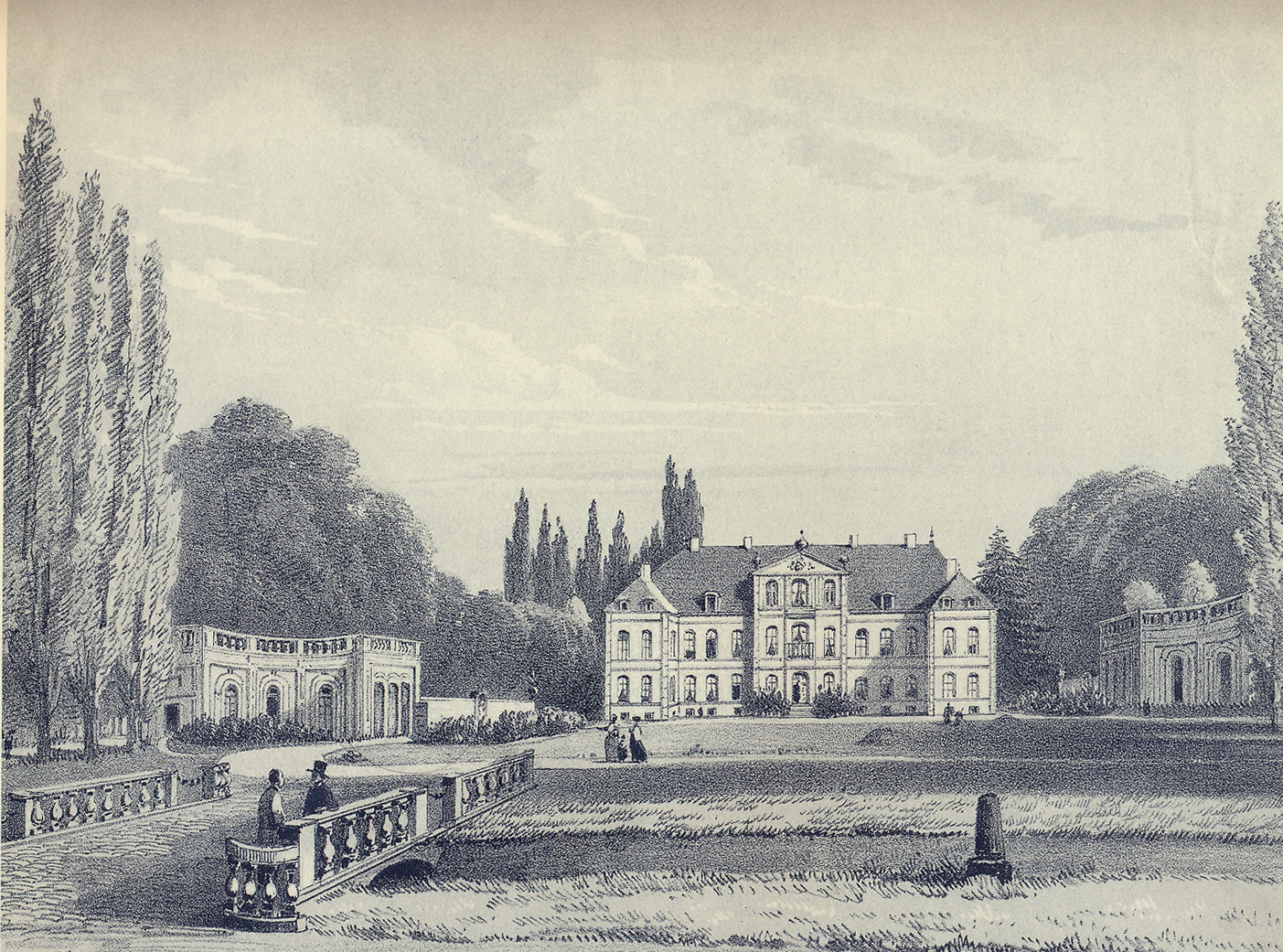